# Selaginella monospora
Selaginella monospora är en mosslummerväxtart som beskrevs av Antoine Frédéric Spring. Selaginella monospora ingår i släktet mosslumrar, och familjen mosslummerväxter. Inga underarter finns listade i Catalogue of Life.